# Rabanera del Pinar
Rabanera del Pinar és un municipi i vila de la província de Burgos (comunitat autònoma de Castella i Lleó). Limita amb els municipis de Palacios de la Sierra, Moncalvillo, Cabezón de la Sierra, La Gallega, La Aldea del Pinar, Espejón i Hontoria del Pinar.

## Geografia i població
Situada a 75 km al sud-est de la ciutat de Burgos, capital provincial, a la comarca de la Sierra de la Demanda, amb centre comarcal a Salas de los Infantes.
- Veïns (focs): 20 (finals del segle xiii), 40 (1305), 102 (1753).
- Habitants: 546 (1787), 662 (1857), 250 (1981), 172 (1991), 145 (2007).

El terme té un dels enclavaments més meridionals d'Europa de la Myrica gale.
| 1787 | 1877 | 1940 | 1950 | 1981 | 1991 | 2001 | 2006 | 2007 |
| ---- | ---- | ---- | ---- | ---- | ---- | ---- | ---- | ---- |
| 546  | 577  | 400  | 343  | 250  | 172  | 131  | 142  | 145  |

## Economia
Ramaderia, agricultura, hostaleria i apicultura.

## Festes i cultura tradicional
- Martiri de Sant Joan, festa major, 29 d'agost
- Candelas, 2 de febrer
- Marzas, 28 de febrer
- Levantamiento o pingada del mayo, 1 de maig
- Romería de la Mata, al maig, sense data fixa
- Verano cultural, a l'agost, sense data fixa
- Sant Roc, 16 d'agost
- Santa Rosa de Lima, 23 d'agost

Els joves de la localitat i descendents del poble ballen la danza de paloteo, ball de bastons molt possiblement d'origen celtiber. Paral·lelament, les noies ballen la cintilla, d'origen antiquíssim.
El carnestoltes compta amb la participació de la quivaca, personatge amb forma de brau que persegueix els veïns.

## Història
La primera notícia històrica de la localitat és de l'1 de maig de l'any 1075. El rei Alfons VI de Lleó donà a la seu d'Auca (Oca) el monestir, possiblement familiar, de Santa María de Ravenaria (o Ravaneira).
L'any 1305 el rei Ferran IV va reduir l'encapçalament fiscal de la localitat a la meitat, de 40 veïns pecheros a únicament 20, perquè els conflictes civils, les pestes i les emigracions al sud de la Península havien reduït la població i existia perill de despoblació.
Segons el Becerro de las Behetrías de Castilla, a mitjans del segle xiv el poble era del domini del monestir cistercenc de Santa María del Valle, situat a Fuencaliente del Burgo.
El 1134 la localitat passà a pertànyer a efectes eclesiàstics al bisbat d'Osma, en el qual estigué integrada fins al 1956.